# 장융정
장융정(중국어 정체자: 張永政, 병음: Zhāng Yôngzhèng, 한자음: 장영정, Josh Chang, 1985년 2월 8일 ~ )은 대만의 배우이자 텔레비전 진행자이다.

## 방송
- 사신소녀
- 화양소년소녀

## 영화
- 천장인